# Alfred Reilinger
Alfred Reilinger (Gundershoffen, 15 novembre 1900 - Paris, 29 décembre 1968), est un médecin militaire français, combattants des Forces françaises libres et compagnon de la Libération. Médecin général inspecteur, il occupe à la fin de sa carrière les deux plus hauts postes du Service de santé des armées (SSA), en étant successivement directeur central puis inspecteur général du SSA.

## Biographie

### Jeunesse et engagement
Alfred Reilinger naît le 15 novembre 1900 à Gundershoffen, alors dans le district de Basse-Alsace de l'empire allemand. Trop jeune pour participer à la Première Guerre mondiale, il s'engage néanmoins dans l'armée peu après la fin de celle-ci. Entré à l'école du service de santé militaire de Lyon en 1919, il entame une carrière de médecin militaire dans laquelle il est promu médecin-lieutenant en 1924 puis médecin des armées (capitaine) en 1929.

### Seconde Guerre mondiale
Au déclenchement de la Seconde Guerre mondiale en septembre 1939, il est adjoint au directeur du service de santé de la 3e armée avec laquelle il participe à la drôle de guerre puis à la bataille de France. Après l'armistice du 22 juin 1940, il sert quelque temps dans l'armée d'armistice au Levant en tant que médecin-chef du 6e régiment étranger d'infanterie. Cependant, désireux de poursuivre la lutte contre l'Allemagne, il fuit la Syrie et se rallie aux forces françaises libres après être parvenu en Égypte.
Promu médecin principal (commandant), il est affecté au 1er bataillon d'infanterie de marine et retourne au Levant pour participer à la campagne de Syrie. Après celle-ci, il reçoit pour mission de réorganiser le service de santé des troupes du Levant. En avril 1942, il est affecté à la 2e brigade française libre du général Cazaud au poste de médecin-chef et participe à la guerre du désert. Promu médecin en chef (lieutenant colonel) en février 1943, il prend part à la campagne de Tunisie en tant que chef du service de santé de la 1re division française libre.
Au début de l'année 1944, il est envoyé à Londres avec le grade de médecin colonel puis débarque en France en août et est chargé de réorganiser les services régionaux de santé publique au fur et à mesure de la libération du territoire. En avril 1945, il participe à la réduction de la poche de Royan en mettant sur pied un efficace dispositif permettant l'évacuation et le traitement des blessés.

### Après-guerre
Posté pendant quelques mois en Allemagne après la fin de la guerre, il est promu médecin général en 1946 et part pour le Maroc où il est directeur du service de santé des troupes du Maroc. Cinq ans plus tard, il est directeur du service de santé de la 10e région militaire d'Alger qui englobe la majeure partie de l'Afrique du nord.
En mai 1955, avec le grade de médecin général inspecteur, il est nommé directeur des Services de santé des armées. L'année suivante, il prend le poste d'inspecteur général du Service de santé des armées, fonction qu'il occupe jusqu'à sa retraite en 1962.
Alfred Reilinger meurt à Paris le 29 décembre 1968 et est inhumé à Strasbourg.

## Décorations
|  |  |  |
|  |  |  |
|  |  |  |
|  |  |  |

| Grand officier de la Légion d'honneur | Grand officier de la Légion d'honneur | Compagnon de la Libération                                    | Compagnon de la Libération                                    | Grand-croix de l'Ordre national du Mérite       | Grand-croix de l'Ordre national du Mérite       |
| Croix de guerre 1939-1945             | Croix de guerre 1939-1945             | Médaille de la Résistance française                           | Médaille de la Résistance française                           | Chevalier de l'Ordre des Palmes académiques     | Chevalier de l'Ordre des Palmes académiques     |
| Médaille des évadés                   | Médaille des évadés                   | Croix du combattant volontaire Avec agrafe "Guerre 1939-1945" | Croix du combattant volontaire Avec agrafe "Guerre 1939-1945" | Croix du combattant volontaire de la Résistance | Croix du combattant volontaire de la Résistance |
| Médaille coloniale                    | Médaille coloniale                    | Commandeur de l'Ordre de la Santé publique (1953)             | Commandeur de l'Ordre de la Santé publique (1953)             | Légionnaire de la Legion of Merit (États-Unis)  | Légionnaire de la Legion of Merit (États-Unis)  |